# オリー・チェサム
オリー・チェサム（Ollie Chessum、2000年9月6日 - ）は、プレミアシップレスター・タイガースに所属するラグビーユニオン選手。

## プロフィール
- イングランド・ボストン 出身[1]。
- ポジションはロック(LO)、フランカー(FL)。
- 身長 201cm、体重 118kg
- 弟のルイスもラグビー選手で現在チームメイト。
- イングランド代表キャップは18（2024年2月現在）でラグビーワールドカップ2023のイングランド代表に選ばれた[2]。

## 略歴
ノッティンガムRFCを経て、2020年、レスター・タイガースに加入。 